# Jean Audouze
Pour les articles homonymes, voir Audouze.
Jean Audouze est un astrophysicien français, né le 13 novembre 1940 à Cahors (Lot). Il est l'élève de l'astrophysicien Hubert Reeves, avec lequel il a publié en 1971 un article de référence sur la nucléosynthèse des éléments légers (lithium, béryllium et bore), écrit également avec Maurice Meneguzzi. Jean Audouze est directeur de recherche émérite au CNRS à l’Institut d’astrophysique de Paris (IAP) depuis 2008 dont il a été le directeur de 1978 à 1989.

## Biographie
Jean Audouze est le fils de Lucien Audouze, médecin et producteur de films. Il est élève de l’École Albert-de-Mun à Nogent-sur-Marne, et des lycées Louis-le-Grand et Saint-Louis à Paris. Il poursuit ses études à l'École normale supérieure de 1961 à 1965 et devient docteur ès sciences physiques en 1970.

## Parcours
Après avoir soutenu une thèse d'astrophysique nucléaire en 1970 sous la direction d'Hubert Reeves, il mène la carrière suivante :
- 1965-2008 : chercheur au CNRS (stagiaire de recherche 1965-1966; attaché de recherche 1966-1970; chargé de recherche 1970-1975; Maitre de recherche 1975- 1980; Directeur de recherche : 1980- 1995; Directeur de recherche de classe exceptionnelle : 1995-2008).
- 1971-1974 : chercheur post-doctoral au Kellogg Radiation Laboratory du Caltech à Pasadena en Californie.
- 1974-1989 : maître de conférences à l'École Polytechnique de Paris.
- 1976 et 1977 : visiting professor à Washington University (Saint Louis) les mois de mai et juin.
- 1978-1989 : Directeur de l’Institut d’astrophysique de Paris (IAP).
- 1982- 1989 : visiting professor à UCLA et Berkeley à raison de 1 à 3 mois par an.
- 1989-1993 : conseiller technique (chargé de la recherche la technologie l'espace et l'environnement) du président de la République.
- 1993-1996 : président de l’Établissement public du parc et de la grande halle de la Villette.
- 1998-2004 : directeur du Palais de la découverte.

Il est maître de conférences à l’institut d’études politiques de Paris de 1990 à 2008, président de la commission « cosmologie » de l'Union Astronomique Internationale de 1987 à 1988, président du « Space Telescope Advisory Team » de l'ESA de 1985 à 1987, président du conseil d'administration de la société du télescope Canada France Hawaï de 1986 à 1987, président de la société française des spécialistes en astronomie de 1986 à 1987, président du comité d'évaluation du Max Planck Institute für Astrophysik de Garching (RFA) de 1988 à 1994, président de l'agence Jules Verne (1989-1993) chargée par les ministères de la recherche et de la communication de la promotion des émissions scientifiques à la télévision après avoir été l'auteur avec l'écrivain Jean-Claude Carrière d'un rapport pour le gouvernement sur la « science à la télévision » en 1988, président du comité scientifique du salon européenne de la recherche et de l'innovation de 2004 à 2009, président de la commission nationale française de l’UNESCO de 2010 à 2014 (il est désormais président d'honneur de cette commission), président de la commission « littérature scientifique et technique » du Centre National du livre de 2010 à 2014. Il est le représentant de la France au conseil et au bureau du Comité de la Recherche Spatiale (COSPAR, Committee on Space Research de 1996 à 2010). Depuis 2015, il préside son comité des nominations. 
En 2004, Jean Audouze a reçu le prix Kalinga décerné par l’Unesco qui couronne une œuvre de diffusion de la culture scientifique.
Jean Audouze est très sensible aux relations entre la science et la culture. C'est ainsi qu'en 2006, il a participé à l'organisation d'une exposition sur l'âge d'or de la science arabe à l'Institut du monde arabe. On connaît en effet l'apport très important de la civilisation islamique en astronomie ainsi qu'en philosophie, et dans beaucoup d'autres sciences (algèbre, géométrie, trigonométrie, musique, chimie, mécanique, médecine, etc.), et les échanges féconds qui se sont développés avec l'occident dans ces domaines au cours du Moyen Âge, du Xe au XVe siècle. L'occident doit beaucoup à la civilisation islamique, qui a contribué aux fondements culturels de l'Europe, et permis son prodigieux développement à la Renaissance.
Depuis 2001, il préside l'association culturelle locale "terre de Montaigne" dont le siège est à Saint Seurin de Prats (24230) 
De 2008 à 2018, Jean Audouze est vice-président de l'association Bernard Gregory chargée de faciliter l'insertion des docteurs es sciences dans le monde du travail.
Par ailleurs, Jean Audouze est directeur de la collection Le Banquet scientifique aux éditions du CNRS depuis 2009.
En novembre 2014, il organise avec l'architecte Denis Laming, le premier Forum Shekou de la Créativité dans la ville de Shenzhen. 
Depuis 2017, il est le président de l'association "Prévenance - Apprenons à vivre ensemble" qui a pour but de développer la culture de la paix dans le système éducatif et de contribuer concrètement à apprendre à vivre ensemble.
Depuis 2018, il est scientifique associé au Théâtre de la Ville de Paris.
Depuis 2022, il préside l'association "Arts - Sciences - Techniques" 21 - Costel Subran, fondée par ce dernier.
Jean Audouze a connu la science sous quatre aspects : la recherche, l'enseignement, la politique et la direction de musées. Il considère que le monde scientifique est intéressant sous tous ses aspects.
Jean Audouze a travaillé à l’Institut d’Astrophysique de Paris sur les questions de cosmologie. Il s'est notamment intéressé à la nucléosynthèse primordiale ainsi qu'à l'évolution chimique des galaxies.
Jean Audouze est à l'origine de la création de l’ADEME, fusion de l’ANRED (Agence nationale pour la récupération et l’élimination des déchets) et de l’AFME (Agence française pour la maîtrise de l’énergie).

## Ouvrages
- L'astrophysique nucléaire (avec S. Vauclair),
- Aujourd'hui l'Univers,
- Le Grand Atlas de l'Astronomie (avec G. Israël),
- Les Particules et l'Univers (avec M. Paty),
- Conversations sur l'invisible (avec M. Cassé et J-C. Carrière),
- Univers de Lumière (livret d'un poème symphonique écrit avec M. Cassé pour la compositrice G. Finzi)
- Enquête sur l'Univers (avec J-P Chiéze),
- Regards sur le visible (avec J.-C. Carrière),
- L'Éthique des énergies,
- L'Univers,
- L'Homme dans ses Univers (avec Michel Cazenave, Michel Cassé et Jean-Claude Carrière), Paris, Albin Michel, coll. « Sciences d'aujourd'hui », 2000
- La recherche en mouvement, l'avenir de l'Europe (avec J-F. Minster et F-D. Poitrinal),
- Benjamin Franklin, citoyen du monde (présentation de cette œuvre autobiographique)
- Le ciel à découvert,
- Merveilleux Cosmos (avec la collaboration de J-C. Carrière et E. Orsenna),
- L'univers a-t-il un sens ? (avec Th. Magnin),
- J'explore le ciel et les étoiles,
- Mondes Mosaïques (avec G. Chapouthier, D. Laming et P.-Y. Oudeyer)
- Les Secrets du Cosmos (avec J. Kieken)
- L'école de la curiosité,
- Du nouveau dans l'invisible (avec M. Cassé et J.-C. Carrière)
- Fabuleuses erreurs (traduction du livre "Brilliant blunders" de Mario Livio)
- Les cent mots de l'astronomie
- LumièreS (avec Costel Subran et Michel Menu)
- Du cosmos à la vie (avec Marie - Christine Maurel)
- Retour sur la Lune (traduction du livre "Back to the Moon" de Joseph Silk)
- Avec Jean - Claude Carrière (avec Delphine Bürkli)
- Les dernières nouvelles du ciel (avec Jean - Claude Carrière)

## Décorations
- Commandeur de la Légion d'honneur (2016)[3]
- Officier de l'ordre national du Mérite (1996)
- Chevalier de l'ordre des Palmes académiques (2013)
- Citoyen d'Honneur de la ville de Dun Huang (Chine) depuis 2013

## Anecdotes
- En 2001, Jean Audouze prit la tête de la fronde contre la soutenance d'une thèse de sociologie par l'astrologue Élizabeth Teissier.
- L'astéroïde (184535) Audouze lui est dédié.